# Домн
Домн (лат. Donus; ? — 11 квітня 678, Рим) — сімдесят восьмий папа Римський (2 листопада 676—11 квітня 678), син римлянина Маврикія. Активно розбудовував римські храми, виявивши групу монахів-несторіан у сирійському монастирі в Римі, розселив їх по різних монастирях.